# Улица Витковского
Улица Витковского — улица в Выборгском районе Санкт-Петербурга. Проходит от проспекта Тореза до улицы Жака Дюкло. Названа в честь Василия Васильевича Витковского — русского геодезиста.

## История
Изначально улица именовалась Александровской и начиналась от современного проспекта Энгельса (название известно с 1896 года). В современных границах улица с 1912 года. 22 февраля 1939 года улица стала называться Хвойной. 16 января 1964 года название было упразднено, но улица продолжала существовать. Современное название было присвоено 4 сентября 2006 года.

## Пересечения
- проспект Тореза

## Транспорт
Ближайшая станция метро — «Удельная».